# Hecatera spinaciae
Hecatera spinaciae là một loài bướm đêm trong họ Noctuidae.